# (3417) Tamblyn
Pour les articles homonymes, voir Tamblyn.
(3417) Tamblyn est un astéroïde de la ceinture principale découvert le 1er avril 1937 par l'astronome allemand Karl Wilhelm Reinmuth. Le lieu de découverte est Heidelberg (024). Sa désignation provisoire était 1937 GG.
Sa distance minimale d'intersection de l'orbite terrestre est de 0,886455 ua.